# Coupe de Luxembourg 1926-1927
La Coppa di Lussemburgo 1926-1927 è stata la 6ª edizione della coppa nazionale lussemburghese disputata tra il 5 settembre 1926 e il 27 febbraio 1927 e conclusa con la vittoria del Red Boys Differdange, al suo terzo titolo (consecutivo).

## Formula
Eliminazione diretta in gara unica.

## Ottavi di finale
| Squadra 1                     | Risultato   | Squadra 2             |
| ----------------------------- | ----------- | --------------------- |
| 5 settembre e 10 ottobre 1926 |             |                       |
| Differdange                   | 3 − 3/2 - 1 | Red Black Pfaffenthal |
| Jeunesse Esch                 | 3 − 1       | Stade Dudelange       |
| Pétange                       | 0 − 4       | Red Boys Differdange  |
| Progrès Grund                 | 2 − 3       | Fola Esch             |
| Progrès Niedercorn            | 8 − 0       | Mansfeldia Clausen    |
| ?                             | 1 − 4       | Aris Bonnevoie        |
| ?                             | 2 − 7       | Union Luxembourg      |
| ?                             | 1 - 2       | Spora Luxembourg      |

## Quarti di finale
| Squadra 1                        | Risultato   | Squadra 2        |
| -------------------------------- | ----------- | ---------------- |
| 7 novembre 1926 e 2 gennaio 1927 |             |                  |
| Fola Esch                        | 1 − 2/1 - 2 | Aris Bonnevoie   |
| Progrès Niedercorn               | 1 − 7       | Union Luxembourg |
| Red Boys Differdange             | 6 - 0       | Differdange      |
| Spora Luxembourg                 | 1 − 2       | Jeunesse Esch    |

## Semifinali
| Squadra 1            | Risultato | Squadra 2      |
| -------------------- | --------- | -------------- |
| 6 febbraio 1927      |           |                |
| Red Boys Differdange | 9 − 1     | Aris Bonnevoie |
| Union Luxembourg     | 3 − 4     | Jeunesse Esch  |

## Finale
| Arbitro: | Humus |

|                                    |           |                  |
| Bommertz 39’ Mer 62’ Droessart 87’ | Marcatori | 3’ Langers 82’ ? |